# Guérard
Guérard település Franciaországban, Seine-et-Marne megyében. Lakosainak száma 2669 fő (2022. január 1.). Guérard Pommeuse, Tigeaux, La Celle-sur-Morin, Crécy-la-Chapelle, Dammartin-sur-Tigeaux, Hautefeuille, Maisoncelles-en-Brie és Mortcerf községekkel határos.

## Népesség
A település népességének változása:
| Lakosok száma | 2283 | 2366 | 2436 | 2480 | 2551 | 2621 | 2641 | 2655 | 2669 |
|               | 2013 | 2015 | 2016 | 2017 | 2018 | 2019 | 2020 | 2021 | 2022 |